# Myrbacka kyrka
Myrbacka kyrka, även benämnd Ljusets kyrka, är en finländsk kyrka nära Klippsta station i stadsdelen Myrbacka i Vanda. Kyrkan, som invigdes 1984, ritades av Juha Leiviskä.
Vanda svenska församling är en av sju evangelisk-lutherska församlingar i Vanda, med omkring 30 000 medlemmar och har Myrbacka kyrka som huvudkyrka. 
Utom kyrksalen finns det i byggnaden ett kapell, två församlingssalar, pastorskansliet, dagklubbs- och ungdomslokaler. I kyrksalen ryms 450 personer. I kyrkan ligger också Sankt Martins kapell med plats för 40 personer.
Kyrkan är stängd för renovering från och med 4.3.2019.

## Orgel
Genom den goda akustiken erbjuder kyrkan en god lokal för konserter. Myrbacka kyrkas orgel, som har 36 register, byggdes av Kangasalan urkurakentamo 1986.

### Diskografi
- Organ works / Dietrich Buxtehude / Wikman, Håkan, orgel. CD. Alba Records ABCD 123. 1997.